# Шаханин, Николай Иванович
Николай Иванович Шаханин (22 января [3 февраля] 1890, село Никольское, Ярославская губерния — 24 октября 1955, Ярославль) — ботаник, исследователь флоры Ярославского края, музейный работник.

## Биография
Родился 22 января 1890 года в селе Никольском Угличского уезда в семье чиновника. В 1909 году окончил Ярославскую гимназию. Поступил на естественное отделение физико-математического факультета Московского университета, в 1911 году перевёлся в Петербургский университет. В годы учёбы работал на Мурманской биологической станции, изучал планктон Кольского залива. С 1912 года был членом-сотрудником, а затем действительным членом Ярославского естественно-исторического общества.
Поселился в 1918 году в Данилове, где работал преподавателем естествознания и географии в средней школе, а затем преподавателем естествознания и химии в Даниловском педагогическом техникуме. В 1921 году переехал в Ярославль, где преподавал на кафедре ботаники агрономического факультета Ярославского университета (1921—1924) и одновременно заведовал музеем Ярославского естественно-исторического общества (1922—1929, с 1925 — естественно-исторический отдел Ярославского государственного музея). После закрытия университета в 1924 году преподавал в Ярославском педагогическом институте; сыграл ведущую роль в создании Ботанического сада института; с 1931 по 1947 год заведовал кафедрой ботаники.
Занимался исследованием флоры и микрофлоры края. Участвовал в комитете ассоциации по изучению производительных сил Ярославской губернии. Участвовал в научных экспедициях, краеведческих съездах, конференциях. Публиковался в «Трудах Ярославского естественно-исторического общества» и «Учёных записках Ярославского педагогического института».
Умер в Ярославле 24 октября 1955 года.

## Сочинения
- О морских элементах зоопланктона озера Могильного (Мурман, остров Кильдин). — Пг.: Тип. «Печатный труд», 1916. — С. 184—203.
- Растительность Ярославской губернии общий обзор // Природа Ярославского края. Труды ЯЕИКО. — Ярославль, 1926. — Т. 5 из Вып. 2. — С. 29—46.
- К вопросу о ботанической библиографии по Ярославской губ. // Тр. / Ярослав. пед. ин-т. — 1926. — Т. 1, вып. 2. — С. 165—182. (Дан список гербариев, в которых хранятся коллекции из Ярославской губернии)
- Растительность и животный мир Даниловского уезда, Яросл. губ. — Ярославль: Управл. Тип. ГСНХ, 1927. — 8 с.
- Дикорастущие лекарственные растения Ярославской области. — Ярославль: Яросл. обл. изд., 1943. — 40 с.
- Некоторые итоги изучения дикорастущей флоры Ярославской области // Учёные записки ЯГПИ. — Ярославль, 1944. — Вып. 2. — С. 3-35;
- Ботанико-географическая характеристика Ярославской области // Учёные записки ЯГПИ. — Ярославль, 1945. — Вып. 6(16). — С. 3—152.
- Флора и растительность / Богачёв В. К., Шаханин Н. И., Шаханина О. Д. // Природа и хозяйство Ярославской области. Часть первая: Природа. — Ярославль: Яросл. книжное изд-во, 1959. — С. 284—327.